# لایوش سیزلر
لایوش سیزلر (مجاری: Lajos Czeizler; ۵ اکتبر ۱۸۹۳ – ۶ مهٔ ۱۹۶۹) بازیکن و مربی اهل مجارستان بود.
وی در جام جهانی فوتبال ۱۹۵۴ سرمربی تیم ملی فوتبال ایتالیا بوده‌است.